# Monasterio de Cremiso

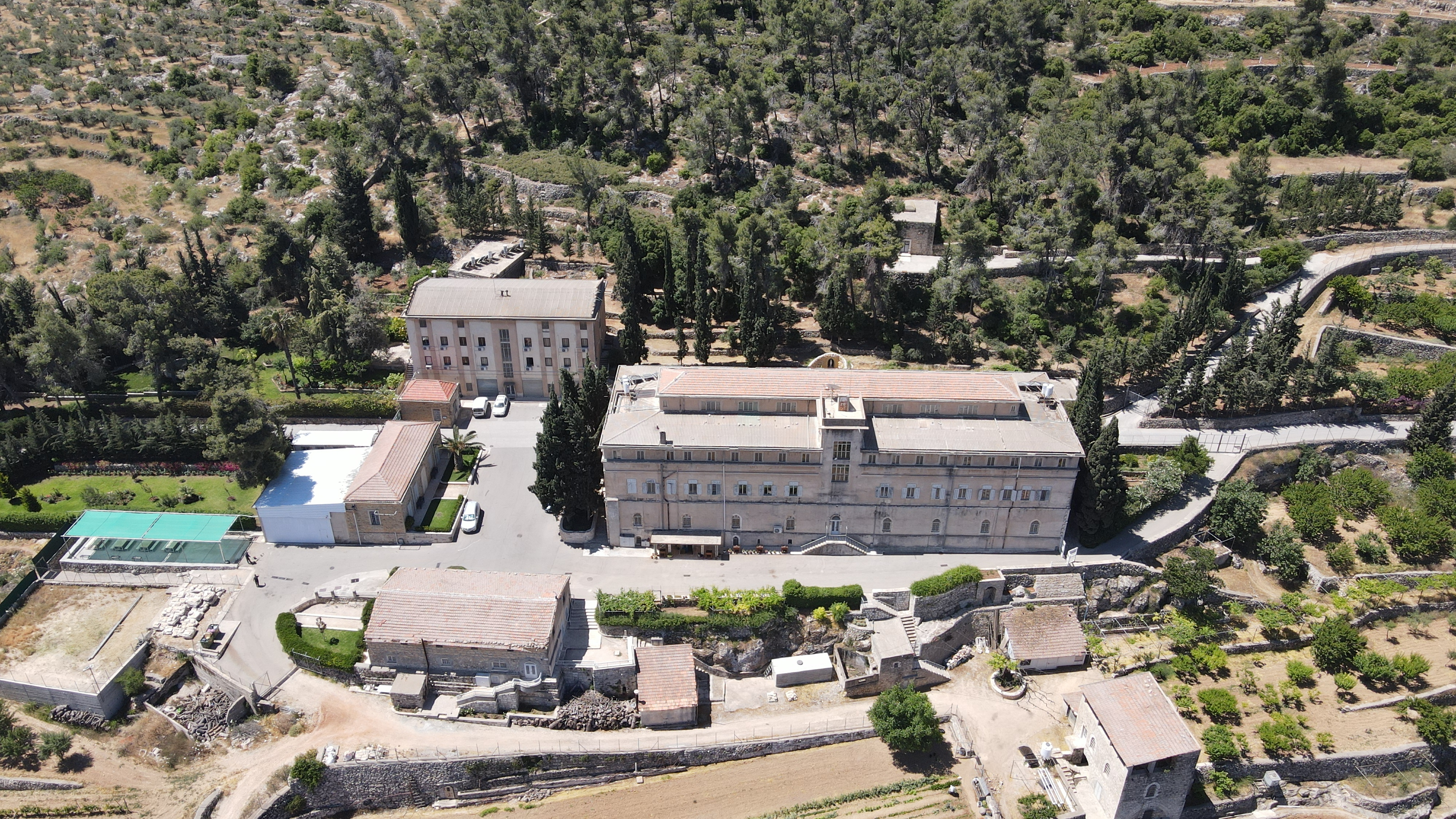
Monasterio de Cremisan, cerca de Har Gilo, Jerusalén, Israel

El Monasterio de Cremisán es un monasterio salesiano en Cisjordania, cerca de Beit Jala.  El monasterio, situado en una colina a 850 metros sobre el nivel del mar, está a cinco kilómetros de Belén y 12 kilómetros de Jerusalén.  Fue construido en 1885 sobre las ruinas de un monasterio bizantino del siglo séptimo. 
El monasterio principal, ubicado en un edificio con pisos de piedra, gruesos muros y techos arqueados, está decorado con imágenes del Papa Juan Pablo II y Don Bosco, el fundador de la orden salesiana.  El monasterio acepta estudiantes de teología de todo el mundo.

## Bodegas Cremisan
Las Bodegas Cremisan han estado en funcionamiento desde el establecimiento del monasterio en el siglo XIX. Equipo moderno fue introducido en 1997.  La uva se cosecha principalmente en la zona de Al-Khader. Solo el 2 % de la producción de vino (alrededor de 700.000 litros por año) se elabora con uvas propias de Cremisan. El resto proviene principalmente de Beit Jala, Beit Shemesh, y la zona de Hebrón. 

## Conflicto con Israel
Recientemente, el monasterio ha estado en conflicto con las autoridades israelíes en relación con la confiscación de tierras. Se dice que a nivel local Cremisan finalmente recibió parte de su regreso de la tierra, pero a costa de varias casas adicionales que han sido demolidas. Sus habitantes se dice ahora que van a demandar a la iglesia debido ello. 